# Appeville-Annebault
Appeville-Annebault és un municipi francès situat al departament de l'Eure i a la regió de Normandia. L'any 2017 tenia 1013 habitants.

## Demografia
El 2007 tenia 874 habitants. Hi havia 362 famílies, 432 habitatges (364 habitatges principals, 50 segones residències i 18 desocupats).

## Economia
El 2007 la població en edat de treballar era de 578 persones, 414 eren actives i 164 eren inactives. De les 414 persones actives 394 estaven ocupades (220 homes i 174 dones) i 20 estaven aturades (10 homes i 10 dones). De les 164 persones inactives 63 estaven jubilades, 44 estaven estudiant i 57 estaven classificades com a «altres inactius».
El 2007 hi havia una empresa alimentària, una empresa de fabricació «d'altres productes industrials», dues empreses de construcció, sis empreses de comerç i reparació d'automòbils, una empresa de transport, tres empreses d'hostatgeria i restauració, una empresa d'informació i comunicació i quatre empreses més no definides.
L'any 2000 hi havia 38 explotacions agrícoles que conreaven un total de 448 hectàrees. El 2009 hi havia una escola elemental.